# 장흥댐
장흥댐(長興dam)은 전라남도 장흥군 유치면에 있는 댐이다. 1997년 11월에 착공하여 2006년 6월 준공되었다. 높이 53m, 길이 403m, 총저수량 1억 9,100만m3의 콘크리트 표면차수벽형 석괴댐으로 총 공사비는 6,679억 원이 투입되었다. 장흥댐은 연간 1억 100만m3의 생, 공업용수와 2,700만m3의 관개 및 하천유지용수를 공급하며 홍수조절용량은 800만m3이다.전남 9개시군 목포,남악 포함한 64만명의 생명수이다.

## 시설 개요
- 하천명 : 탐진강
- 위치 :  전라남도 장흥군 유치면 일원
- 총공사비 : 6,679억 원

### 본댐
- 형식 : 콘크리트 표면차수벽형 석괴댐
- 길이 : 403m
- 높이 : 53m

### 저수지
- 총저수용량 : 1억 9100만t

## 이용 현황
- 장흥댐은 연간 1억 100만m3의 생, 공업용수와 2,700만m3의 관개 및 하천유지용수를 공급하고 있다.
- 수력발전소에서 연간 4.52GWh의 전력을 생산한다.